# Lista de sismos no Azerbaijão
Esta lista de sismos no Azerbaijão, é uma lista de notáveis terremotos que afetaram áreas dentro dos atuais limites do Azerbaijão.
| Data       | Hora‡      | Lugar                                    | Lat   | Lon   | Fatalidades         | mag     | Comentários | Fontes      |
| ---------- | ---------- | ---------------------------------------- | ----- | ----- | ------------------- | ------- | --- | ----------- |
| 427        |            | Ganja                                    | 40.5  | 46.5  |                     | 6.7     | Pouca informação disponível sobre este evento, exceto que o dano foi grave.                                                                                                   | [ 1 ]       |
| 906        |            | Qivraq                                   | 39.78 | 44.88 |                     | 6.2     | | [ 2 ]       |
| 30-09-1139 | Noite      | Ganja                                    | 40.40 | 46.23 |                     | 6.3     | | [ 3 ]       |
| 25-11-1667 |            | Şamaxı ver Sismo de Shamakhi em 1667     | 40.60 | 48.60 | 80,000              | 6.9     | Terremotos duraram três meses, edifícios de todos os tipos foram arruinados, danos a estradas foram tão severos que caravanas tiveram que ser reencaminhadas.                 | [ 1 ]       |
| 4-01-1669  |            | Şamaxı                                   | 40.60 | 48.60 | 7,000               | 5.7     | | [ 1 ]       |
| 9-08-1828  | 16:00      | Şamaxı                                   | 40.70 | 48.40 |                     | 5.7     | | [ 1 ]       |
| 2-01-1842  | 22:00      | Baku, Mashtagi                           | 40.5  | 50.0  |                     | 4.3–5.0 | Intensidade máxima percebida de VIII (Grave) na escala de intensidade de Mercalli, mas nenhum detalhe de dano ou informação sobre vítimas.                                    | [ 4 ]       |
| 11-06-1859 | 13:00      | Şamaxı ver Sismo de Shamakhi em 1859     | 40.70 | 48.50 | 100                 | 5.9     | | [ 1 ]       |
| 13-02-1902 | 09:39:30   | Şamaxı                                   | 40.70 | 48.60 | 86                  | 6.9     | | [ 1 ]       |
| 27-04-1931 | 16:50:45   | Zanguezur ver Sismo de Zanguezur em 1931 | 39.40 | 46.00 | 390–2,890           | 6.4     | | [ 5 ]       |
| 4-06-1999  | 09:12:50   | Agdash, Ucar, Ağalı                      | 40.80 | 47.45 | 1                   | 5.4     | | [ 1 ]       |
| 25-11-2000 | 18:09:11.4 | Baku ver Sismo de Baku em 2000           | 40.25 | 49.95 | 31                  | 6.8     | | [ 1 ]       |
| 7-05-2012  | 9:40       | Zaqatala (distrito)                      | 41.54 | 46.77 | 15 feridos          | 5.6     | O terremoto danificou seriamente 20 edifícios residenciais, em parte colapsou salão de esportes de uma escola e feriu 15 pessoas. Também sentido na vizinha Rússia e Geórgia. | [ 6 ]       |
| 05-06-2018 | 18:40:30   | Zaqatala (distrito)                      | 41.53 | 46.79 | 1 morto, 31 feridos | 5.4     | Casas foram danificadas e instalações sociais interrompidas. Uma pessoa morreu de ataque cardíaco e outras 31 ficaram feridas.                                                | [ 7 ] [ 8 ] |